# Olynthus nitor
Espèce
Olynthus nitor est une espèce d'insectes lépidoptères (papillons) appartenant à la famille des Lycaenidae, à la sous-famille des Theclinae et au genre Olynthus.

## Dénomination
Olynthus nitor a été décrit par Herbert Druce en 1907 sous le nom initial de Thecla nitor.

## Description
Olynthus nitor est un petit papillon avec une fine queue noire à chaque aile postérieure.
Le dessus des ailes est bleu outremer, veiné et bordé de noir avec aux ailes antérieures une tache ronde proche du milieu du bord costal.
Le revers est beige noirci avec aux ailes postérieures une ligne postdiscale discontinue formée de traits blancs et un ocelle anal rouge.

## Écologie et distribution
Olynthus nitor est présent au Brésil et en Guyane,,.

### Protection
Pas de statut de protection particulier.